# Kurbatowo (obwód wołogodzki)
Kurbatowo (ros. Курбатово) – wieś w Rosji, w rejonie wołogodzkim obwodu wołogodzkiego. W 2010 r. liczyła 4 mieszkańców.